# Maurice Rotival
Maurice Rotival (né le 28 mars 1892 dans le 4e arrondissement de Paris, mort le 4 février 1980 dans le 7e arrondissement) est un ingénieur urbaniste français.

## Biographie
Il est diplômé de l’École centrale Paris (promotion 1920).
Il a été responsable du Plan régional d'Alger, ville pour laquelle il propose la création de gratte-ciels structurant un quartier d'affaires tourné symboliquement vers l'Europe. Il développe son point de vue dans un ouvrage intitulé Veut-on faire d'Alger une capitale ?.
En 1939 il a proposé un plan monumental pour Caracas structuré autour de l'avenue Simón-Bolívar, qui ne sera pas réalisé. Il a élaboré le plan de reconstruction de la ville de Reims (nommé par le MRU en 1959). Il a été membre de la Société française des urbanistes et a enseigné à l'université Yale, aux États-Unis.
Maurice Rotival a le premier utilisé l'expression « grand ensemble » en juin 1935 dans le titre d'un article qu'il publie dans la revue L'Architecture d'aujourd'hui.
Il projette une vision du centre urbain comme « lieu de rencontres mais aussi comme le lieu du commandement de la ville par le contrôle électronique de ses activités et mouvements ». Lors de sa dernière visite au Venezuela, en 1975, il exprime sa vision de la ville : « Il y aurait des tours convenablement espacées […], et dans ces tours fonctionneraient les ordinateurs et autres instruments chargés du contrôle et de l'administration de la ville ».
Il est enterré au cimetière du Père-Lachaise (92e division).

## Projets importants
- Palais du gouvernement général et esplanade du forum à Alger (en collaboration avec Jacques Guiauchain et l’entreprise Perret frères), 1933.
- Stade olympique, Paris 16e (en collaboration avec Mallet-Stevens et Pingusson, non réalisé), 1936.
- Plan monumental de Caracas ("plan Rotival"), 1939, cabinet Prost, Lambert et Rotival.
- Plan d'aménagement d'Alger, 1939.
- Plan d'aménagement de New Haven (Connecticut), 1943.
- Planification systématique du développement de Madagascar : base méthodologique, observations, découpage régional, prospective, 1952-1954

## Pour aller plus loin
: document utilisé comme source pour la rédaction de cet article.

### Écrits de l'auteur
- Les Grands Ensembles. L'Architecture d'aujourd'hui no 6, juin 1935 p. 57–72.
- Projet de stade olympique à Paris. L'Architecture d'aujourd'hui no 2, 1936, p. 18–22.
- L'urbanisation de Moscou, L'Architecture d'aujourd'hui no 4, juin 1936, p. 74–76.
- Albert Laprade, Maurice Rotival, G.-H. Pingusson, J.-P. Sabatou, André Hermant. L'Architecture d'aujourd'hui no 6-7, juin-juillet 1937 (spécial HBM).
- Plan d'aménagement de la ville d'Alger, L'Architecture d'aujourd'hui no 3, mars 1939, p. 66
- Essai de planification organique de l'île de Madagascar. 1954 Service Géographique de Madagascar - Haut Commissariat de la république Française à Madagascar, 67 pages)